# Ludwig Achim von Arnim
 Denne artikel omhandler digteren Ludwig Achim von Arnim. Hans barnebarn var maleren Achim von Arnim
Carl Joachim Friedrich Ludwig von Arnim (født 26. januar 1781, død 21. januar 1831), tysk digter (Achim er en kort form af Joachim). Søn af en preussisk gesandt og intendant for Frederik den Store. Moderen døde i barselseng, og faderen lod sin svigermor overtage opdragelsen af børnene. Achim von Arnim studerede jura og retsvidenskab i Halle i 1798. Året efter skiftede han til studier i matematik i Göttingen. Fra 1801 til 1804 var han på en større rejse gennem Europa med sin bror. På denne rejse mødte han Bettina Brentano, søster til vennen Clemens Brentano, og ægtede hende i 1811. Fra 1809 levede familien i Berlin og flyttede i 1814 til Wiepersdorf hvor han døde i 1831.

## Værker
- Hollin's Liebeleben (1802)
- Ariel's Offenbarungen (1804)
- Des Knaben Wunderhorn. Folkevise-antologi samlet med Clemens Brentano (1805 og 1808)
- Trösts Einsamkeit (1808)
- Armut, Reichthum, Schuld und Buße der Gräfin Dolores (1810)
- Halle und Jerusalem (1811)
- Isabella von Ägypten (1812)
- Die Befreiung von Wesel (1813)
- Der Auerhahn (1813)
- Die Appelmänner (1813)
- Die Kronenwächter. Bertholds erstes und zweites Leben (1817)
- Der tolle Invalide auf dem Fort Ratonneau (1818)
- Angelika, die Genueserin und Cosmus, der Seilspringer (1818)
- Die Gleichen (1819)
- Die Majoratsherren (1820)
- Die Päpstin Johanna (1846)